# Gerd Langhoff
Gerd Langhoff (* 17. August 1931 in Rostock) ist ein deutscher Sportwissenschaftler, Hochschullehrer und ehemaliger Handballspieler.

## Leben
Langhoff bestritt seine Schul- und Hochschulbildung in seiner Heimatstadt Rostock: 1950 erlangte er die Hochschulreife, 1954 legte er an der Universität Rostock im Fach Leibesübungen die Prüfungen zum Staatsexamen ab und war hernach als wissenschaftlicher Assistent tätig. 1959 schloss er ein Zusatzexamen für den Schuldienst in der Oberstufe ab. 1963 wurde an der Universität Rostock Langhoffs Doktorarbeit (Titel: „Die Täuschungsbewegungen des Hallenballspielers Versuch einer motorischen und psychologischen Analyse ihrer Wesensmerkmale als Beitrag zur Verbesserung der individuellen Spielhandlungen“) angenommen. Ab 1964 hatte er an der Universität Rostock den Rang eines Oberassistenten inne, er war fortan im Arbeitsbereich Biomechanik/Sportmotorik beschäftigt, nachdem er zuvor im Bereich Theorie der Spiele gearbeitet hatte. 1969 wurde Langhoff Hochschuldozent, seine Habilitation (Titel: „Zur Leistungsstruktur im Handballsport. Ein Beitrag zur Optimierung des Trainings- und Wettkampfsystems im Hochleistungsbereich des Handballsports“) schloss er 1979 ab.
1983 wurde Langhoff an der Universität Rostock zum außerordentlichen Professor für Naturwissenschaftliche Grundlagen des Sports ernannt, von 1993 bis 1997 war er schließlich als ordentlicher Professor für Bewegungswissenschaften mit Schwerpunkt Sportmotorik/Biomechanik tätig und leitete im selben Zeitraum das Institut für Sportwissenschaft der Universität Rostock.
Langhoff befasste sich sportwissenschaftlich unter anderem mit dem Handballsport, 1958 war er mit Mitverfasser des später neuaufgelegten Buches „Hallenhandball“, 1965 brachte er zusammen mit Theo Endert „Schüler spielen Handball. Ein Buch für Schule und Sportgemeinschaft“ heraus, welches bis 1987 unter dem Titel „Handball in der Schule. Ein Buch für Schule und Sportgemeinschaft“ in mehreren Auflagen erschien. Er trug zudem zum Buch „Sportspiele“ von Günther Stiehler, Irmgard Konzag und Hugo Döbler bei. Langhoff untersuchte die körperliche Belastung von Handballern im Hochleistungsbereich, technisch-motorische Fragen der Handballgrundausbildung sowie Wurfkraft und Bewegungsfertigkeiten von Handballspielern. Des Weiteren beschäftigte er sich mit der Biomechanik im Training konditioneller Fähigkeiten, der Sportmotorik bei der Ausbildung von Sportlehrern und koordinativen Fähigkeiten von Schülern. Er forschte ebenfalls im Wasserspringen.
Langhoff war selbst Handballspieler und wurde mit BSG Motor Rostock beziehungsweise SC Empor Rostock in den 1950er Jahren mehrmals Meister der Deutschen Demokratischen Republik (DDR). Er bestritt ebenfalls Länderspiele für die DDR und nahm unter anderem an den Weltfestspielen in Moskau teil. 1957 trat Langhoff in einem Feldhandballländerspiel mit der DDR vor 80 000 Zuschauern im Leipziger Zentralstadion gegen die BRD an. Sein Sohn Holger Langhoff und sein Bruder Klaus Langhoff war ebenfalls Leistungshandballspieler.